# Eleonora Sophia von Schleswig-Holstein-Sonderburg

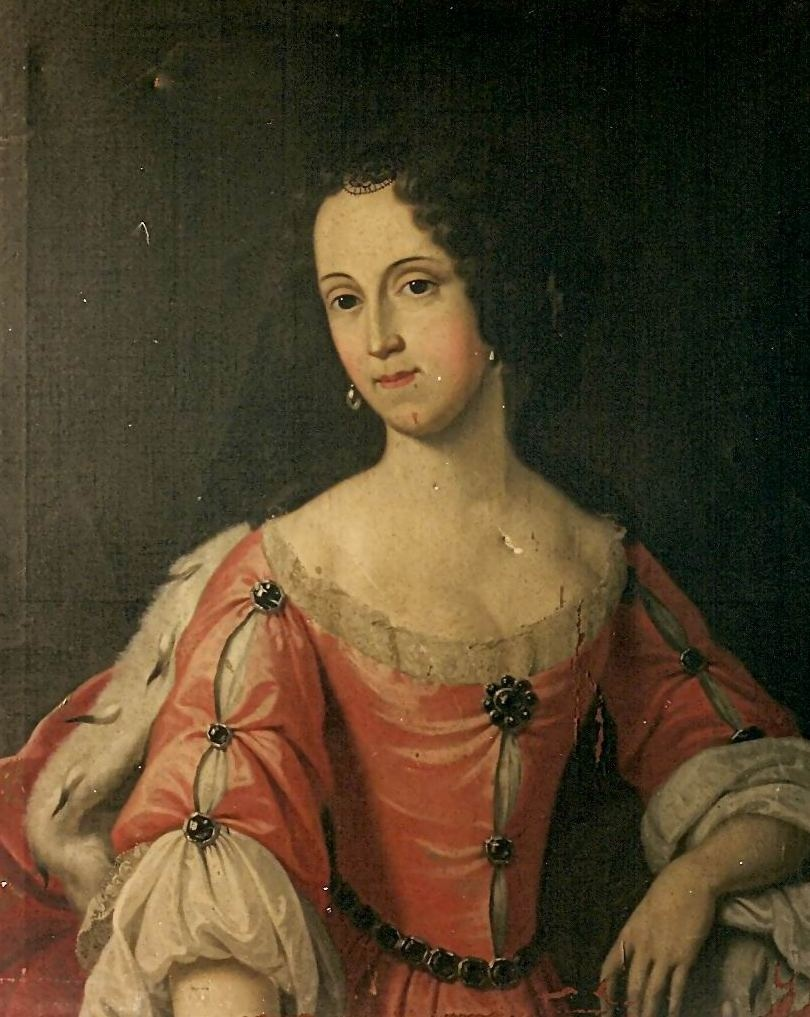
Eleonora Sophia von Schleswig-Holstein-Sonderburg

Eleonora Sophia von Schleswig-Holstein-Sonderburg (* 1603 in Sonderburg; † 5. Januar 1675 in Bernburg) war Fürstin von Anhalt-Bernburg.

## Leben
Prinzessin Eleonora Sophia war eine Tochter von Johann (dem Jüngeren), Herzog von Schleswig-Holstein-Sonderburg (1545–1622) und dessen zweiter Ehefrau Agnes Hedwig von Anhalt (1573–1616).
Eleonora Sophia heiratete am 28. Februar 1625 in Ahrensbök Christian II., Fürst von Anhalt-Bernburg (1599–1656). Wahrscheinlich ist, dass ein politisches Asyl, das ihr Schwiegervater Christian I. von Anhalt-Bernburg (der 1620 vom deutschen Kaiser geächtet wurde) mit seiner Familie unter dem Schutz des dänischen Königs bis 1624 in Flensburg zubrachte, zu Eleonoras 1625 geschlossener Ehe mit Christian II. beigetragen hatte. Christian II. notierte über den Ort des Asyls in sein Tagebuch: „Flensburg ist eine feine lustige Stadt.“
Am 1. Februar 1628 wurde sie Mitglied in der 1619 gegründeten „Tugendlichen Gesellschaft“. Dies war ein bis 1650 bestehender Bund von Frauen aus fürstlichen Kreisen.
Als im Dreißigjährigen Krieg fremde Truppen ihr Bernburger Schloss bestürmten, bewaffnete sie sich mit zwei geladenen Pistolen, um ihre Ehre zu verteidigen. Im März 1646 kam ihr eine briefliche Klage aus dem anhaltinischen Städtchen Hoym über die Verwüstung des Ortes durch schwedische Truppen zu Gesicht. Da sich ihr Gemahl gerade auf Reisen befand, schrieb sie selbst am 5. April eine Bittschrift an den schwedischen Feldherrn Lennart Torstensson. Dieser antwortete ihr unter dem 15. April 1646, er habe „ganz ungerne vernommen, die übeln proceduren von einer Parthie wieder E. Fürstl. Gnaden Unterthanen verübet.“ Er kündigte an, die Sache seinem General Wrangel zu melden. Er sei zuversichtlich, dass man Wrangel die Täter „wird erkundigen können“ und „gebührent abstrafen zu lassen“.
Eleonora setzte sich in der Zeit der Glaubenskämpfe, in die sie hineingeboren wurde, für ein respektvolles Miteinander ein. Angesichts fortgesetzter Konflikte zwischen ihren reformierten Anhaltiner Landeskindern und Menschen lutherischen Glaubens aus dem benachbarten Magdeburg erbat sie vom Magistrat der Stadt Magdeburg als Konsistorialbehörde ein Einlenken: „[…] die Kirche Gottes ist ein Acker, da Unkraut und Waizen zugleich aufgehet.“ Sie begehrte im gleichen Jahr 1660 die Toleranz von Lutheranern und Reformierten, die sie in ihrem Fürstentum praktizierte. Ihren Sohn und Nachfolger Victor I. Amadeus ermahnte sie, „er solle […] die Verträglichkeit zwischen evangelischen Religionsverwandten […] schützen, was doch nur zur Ehre Gottes gereichen könne.“ Dem damaligen Senior-Fürsten unter den Anhaltinern gestand sie, dass sie stets ihre Hofprediger und Kaplane angewiesen habe, „sich des Schmähens und Scheltens“ zu enthalten „und nicht anders als freundlich und brüderlich mit den Glaubens-Verwandten umzugehen.“ Eleonora erwies sich als Freundin damaliger Bestrebungen, eine Union zwischen den christlichen Glaubensrichtungen herbeizuführen.

## Nachkommen
Mit Christian II. hatte sie 15 Kinder, von denen jedoch nur wenige das Kindesalter überlebten:
- Beringer (1626–1627), Erbprinz von Anhalt-Bernburg
- Sophia (*/† 1627)
- Joachim Ernst (*/† 1629), Erbprinz von Anhalt-Bernburg
- Christian (*/† 1631), Erbprinz von Anhalt-Bernburg
- Erdmann Gideon (1632–1649), Erbprinz von Anhalt-Bernburg
- Bogislaw (1633–1634)
- Viktor I. Amadeus (1634–1718), Fürst von Anhalt-Bernburg ⚭ 1667 Pfalzgräfin Elisabeth von Zweibrücken (1642–1677)
- Eleonore Hedwig (1635–1685), Kanonissin des Reichsstifts Gandersheim
- Ernestine Auguste (1636–1659)
- Angelika (1639–1688)
- Anna Sophia (1640–1704) ⚭ 1664 Graf Georg Friedrich zu Solms-Sonnenwalde (1626–1688)
- Karl Ursinus (1642–1660)
- Ferdinand Christian (1643–1645)
- Marie (1645–1655)
- Anna Elisabeth (1647–1680) ⚭ 1672 Herzog Christian Ulrich I. von Württemberg-Bernstadt (1652–1704)